# Szoros-patak
A Szoros-patak (másik nevén Csortos-patak) a Bükk-vidék területén ered, Bükkzsérctől északnyugati irányban, a Bükki Nemzeti Parkban. A patak a Hór-patakba torkollik bele Bogács település belterületén, a Fülöpsziget utca nyugati részén.

## Lefolyása
A Szoros-patak a Bükk-vidék területén ered Borsod-Abaúj-Zemplén vármegyében. Bükkzsérctől délnek veszi útját és átvágva az Egri-Bükkalja dimbes-dombos vidékén az Alföld északi peremvidékén. A patak dél felé tartó útja során egy darabon Noszvaj keleti határában folyik, Heves vármegyében. Bükkzsérctől délre, Bogács északi részén a patakon víztározót hoztak létre rajta, amely egyben horgásztóként is működik.
A patak érinti a Bükki Nemzeti Park területét.

## Védett területek a patak mentén
- Bükki Nemzeti Park

## Part menti települések
A patak partjai mentén közel 3000 fő él.
- Bükkzsérc
- Bogács[3]